# بیشو
بیشو (به لاتین: Bhisho) یک شهرک در آفریقای جنوبی است که در Buffalo City Metropolitan Municipality واقع شده‌است. بیشو ۴۳۵ متر بالاتر از سطح دریا واقع شده‌است.